# Marc-André Leclerc
Marc-André Leclerc (Nanaimo, 10 ottobre 1992 – Ghiacciaio Mendenhall, 5 marzo 2018) è stato un alpinista canadese.
Noto per le sue ascese in solitaria di numerose montagne in diverse parti del mondo, ha compiuto le prime solitarie invernali della Torre Egger in Patagonia e della parete Emperor del Monte Robson.
Nel 2021 è stato pubblicato un documentario intitolato The Alpinist sulla vita e le imprese di Leclerc.

## Primi anni di vita
Marc-André Leclerc è nato il 10 ottobre 1992 a Nanaimo, nella Columbia Britannica, da Michelle Kuipers e Serge Leclerc.  Fu introdotto all'arrampicata all'età di otto anni, quando il nonno gli comprò il libro di Chris Bonington , Quest for Adventure . Ebbe la sua prima esperienza di arrampicata a Coquitlam, su una parete da arrampicata indoor all'interno di un centro commerciale, all'età di nove anni. Nello stesso anno si iscrisse alla palestra "Project Climbing" ad Abbotsford. Nel 2005 la sua famiglia si trasferì ad Agassiz, vicino alle vette della Cascade Range, e Leclerc iniziò da autodidatta ad imparare le tecniche dell'arrampicata in montagna. Marc era solito andare in bicicletta fino a Harrison Bluffs, una zona di arrampicata su roccia nella Columbia Britannica, dove si esercitava da solo fino a trascorrervi anche la notte. All'età di 15 anni la madre gli comprò una copia di Mountaineering: The Freedom of the Hills . Il libro lo ispirò ad entrare a far parte del British Columbia Mountaineering Club, attraverso il quale si fece rapidamente un nome nella comunità alpinistica. Iniziò a gareggiare e quindi a vincere in poco tempo le competizioni di categoria, per arrivare a conquistare i Canadian Nationals nel 2005.

## Carriera alpinistica
Leclerc trascorse molto del 2015 nel sud della Patagonia argentina. Il 21 febbraio realizzò la sua prima salita in solitaria di The Corkscrew (5.10d A1) sul Cerro Torre . Sul suo blog scrisse che questa ascesa "sembrava un piccolo 'passo nel futuro' per così dire..." nel tentativo di realizzare il sogno di diventare un esploratore. Lo scalatore e guida alpina argentino Rolando Garibotti ha scritto che la salita di Leclerc di The Corkscrew è stata "sconvolgente, di gran lunga la via più difficile mai percorsa in solitaria sul Cerro Torre e solo la settima in solitaria in assoluto". Nello stesso anno, Leclerc realizzò la seconda salita nota in free solo della via Tomahawk / Exocet Link Up sull'Aguja Standhardt in Patagonia, per poi proseguire con la conquista della Torre Egger, completando la sua "Torres trifecta" in solitaria.
Nel 2016 Leclerc fu il primo a salire in solitaria la via Infinite Patience sull'Emperor Face del Mt. Robson.  Dopo aver completato questa scalata, ha scritto sul suo blog di "essere stato intimorito dalla forte aura (dell'Emperor), ma alla fine siamo diventati amici e il re ha voluto condividere generosamente le sue fortune, lasciandomi davvero una persona molto più ricca".

## Morte
Il 5 marzo 2018, Marc-André Leclerc e il suo compagno di cordata, Ryan Johnson, attraverso una nuova via sulla parete nord delle Mendenhall Towers (a nord di Juneau, Alaska ), raggiungono la sottile vetta. Il duo era atteso al campo base entro il 7 marzo, ma non vedendoli arrivare iniziano le ricerche da parte del Juneau Mountain Rescue. Le operazioni di soccorso si interrompono a causa delle cattive condizioni meteorologiche e quando, dopo quattro giorni, la tempesta cessa, i soccorritori trovano alcune corde in fondo alla via di discesa. Ciò ha fatto pensare che gli scalatori fossero rimasti vittime di una valanga, di una scarica di massi o dello stacco di un cornicione. I loro corpi non sono ancora stati ritrovati.
Dopo la morte di Marc, la sua famiglia, gli amici e i compagni di arrampicata hanno tenuto due commemorazioni ad Agassiz, nella Columbia Britannica, e a Squamish, nella Columbia Britannica, per ricordarne la vita e le imprese.

## Selezione di salite notevoli
- 2013 − The Temptation of St Anthony, Squamish, Prima libera (5.13a) [11][12]
- 2015 − Mount Slesse, Cascade Range – contrafforte nord -est, Free Solo in inverno, 2a ascesa invernale, prima ascesa in libera invernale (5.9+) [13]
- 2015 - Mount Slesse, Cascade Range – Collegamento triplo di East Pillar Direct (5.10+), Navigator Wall (5.10+), Northeast Buttress (5.9+), Free Solo in 12 ore e 4 minuti [13]
- 2015 − Directa de la Mentira – Cerro Torre Parete Nord, Patagonia, Prima salita (5.10) [14]
- 2015 − Salita in libera del Muir Wall su El Capitan (5.13c) [15]
- 2015 − Reverse Torre Traverse, Patagonia – Prima salita (5.10a) [14]
- 2015 − The Corkscrew – Cerro Torre, Patagonia, Prima salita in solitaria (5.10d) [16]
- 2015 − Tomahawk/Exocet Link Up – Aguja Standhardt, Patagonia, – Onsight Free Solo (5.8) [15]
- 2016 − Mount Robson, Montagne Rocciose canadesi – Infinite Patience (VI 5.9 M5 WI5, 2200m). Prima salita in solitaria [9]
- 2016 − Monte Tuzo, Montagne Rocciose canadesi – Parete nord -est (M7+ WI6+R, 1.110 metri). Prima salita della parete [17]
- 2016 − Pilastro Est – Torre Egger, Patagonia, Prima salita invernale in solitaria (5.10b) [18]
- 2017 − Ha Ling Peak, Mount Lawrence Grassi − Cheesmond Express (5.10), Premature Ejaculation (5.10+), Parete Nordest (5.7) Free Solos [19]
- 2017 − Echo Canyon, Montagne Rocciose canadesi − Tall Storey (5.11c) Prima salita in solitaria libera [19]
- 2017 − Rim Wall, Montagne Rocciose canadesi − Pinko (5.10). Prima salita in solitaria libera [19]
- 2018 − Jupiter Shift su Station-D nel Cirque di Slesse [20]
- 2018 − Parete nord della Main Tower, Mendenhall Towers. Prima salita [21]
- 2018 - The Theft, Columbia Britannica, Canada. (M7 WI6+) Seconda salita [22]

## Vita privata
Leclerc aveva due sorelle: Bridgid-Anne Dunning, la maggiore, e Kellyn Kavanagh, la minore. Nato nella Fraser River Valley in British Columbia, Canada, risiedeva a Squamish con la sua ragazza Brette Harrington, anche lei scalatrice e alpinista. I due si incontrarono a Squamish nel 2012 e nel 2016 aprirono la via Hidden Dragon (5.12b) sul Chinese Puzzle Wall di fronte al monte Slesse .
Nel suo blog personale, Leclerc ha raccontato così la sua scalata dell'Emperor Face sul Mount Robson: "Da giovane alpinista è innegabile che io sia stato influenzato dai media e dalla cultura popolare e che alcune delle mie salite siano state inconsciamente condizionate da ciò che il mondo ti fa percepire come importante in termini di sport. Grazie al tempo trascorso in montagna, lontano dalla folla, lontano dal cronometro, dai gradi e da tutte le liste di record, piano piano sono stato in grado di comprendere quali siano le cose importanti per me e di tralasciare quelle che non lo sono." 
Leclerc ha dato più valore alla spiritualità, alla scoperta di sé e alla filosofia del suo stile di vita di esploratore rispetto alla copertura mediatica e alla competitività di questo sport.